# Bolesław Jaśkowski
Bolesław Jaśkowski (ur. 19 grudnia 1884 w Łobżenicy, zm. 10 listopada 1939 pod Zajezierzem k. Gniewkowa) – polski duchowny, obrońca polskości, działacz narodowy okresu zaborów i międzywojnia, organizator powstania wielkopolskiego w Zdunach.

## Życiorys
Urodził się 19 grudnia 1884 w Łobżenicy, pow. wyrzyskim, w rodzinie Franciszka i Seweryny Franciszki ze Springerów. W 1905 ukończył gimnazjum w Wągrowcu i wstąpił do Metropolitalnego Seminarium Duchownego w Poznaniu. W czasach szkolnych był członkiem Towarzystwa Tomasza Zana, prezesem rady głównej Stowarzyszenia Młodzieży Polskiej w Poznaniu. Święcenia kapłańskie otrzymał 14 lutego 1909 w katedrze gnieźnieńskiej. Jako wikariusz pracował w parafiach: w Łagiewnikach Kościelnych (1909), św. Wawrzyńca w Parlinie (1909), św. Jana Chrzciciela w Chomiąży Szlacheckiej (1909–1911), św. Michała Archanioła w Gnieźnie (1911–1914), Świętej Trójcy w Strzelnie (1914–1917), św. Mikołaja w Witkowie (1917–1918).
W latach 1918–1926 pełnił posługę proboszcza w parafii św. Jana Chrzciciela w Zdunach. Zyskał miano życzliwego duszpasterza, obrońcy polskości oraz oddanego społecznika. W Zdunach założył Stowarzyszenie Młodzieży Polskiej, Kółko Rolnicze, Koło Śpiewacze „Harmonia”. Mieszkańcy nadali mu tytuł Honorowego Mieszkańca Zdun. Podczas powstania wielkopolskiego ks. Jaśkowski należał do Powiatowej Rady Ludowej w Krotoszynie. W Zdunach zorganizował Straż Ludową, pomagał powstańcom na froncie. Przyczynił się do napisania i wysłania kontrmemoriału w imieniu polskich mieszkańców Zdun, dotyczącego przynależności miasta do Polski. Najprawdopodobniej, dzięki temu pismu, Zduny znalazły się w granicach II Rzeczypospolitej. W II Rzeczypospolitej bronił praw niemieckich parafian w Zdunach do nabożeństw i pieśni w języku niemieckim, tłumacząc że nie może jako kapłan katolicki pozwolić, aby niemieccy parafianie, których tu zastał, odeszli od Boga.
1 listopada 1926 ks. Jaśkowski rozpoczął swoją posługę duszpasterską w parafii św. Mikołaja w Inowrocławiu. Założył i w latach 1933–1939 redagował „Miesięcznik Parafii Farnej św. Mikołaja”. Działał także w różnorodnych towarzystwach. Założył Ligę i Akcję Katolicką, Pomoc Duszpasterską, Trzeci Zakon i Towarzystwo Opieki nad Rodakami za Granicą. Był prezesem Rady Związkowej Stowarzyszenia Młodych Polek, Towarzystwa Robotników Polsko-Katolickich, wiceprezesem Związku Stowarzyszeń Polskich, członkiem zarządów Ligi Morskiej i Kolonialnej, Związku Kapłanów UNITAS i Zarządu Powiatowego, współzałożycielem Towarzystwa Ogrodów Działkowych. Z okazji srebrnego jubileuszu pełnienia posługi duszpasterskiej w 1934 otrzymał nominację na kanonika honorowego kapituły kruszwickiej.
Po wybuchu II wojny światowej, 10 września 1939 został aresztowany (pod zarzutem uprawiania antypruskiej działalności w okresie zaborów), a następnie przetrzymywany i torturowany w inowrocławskim więzieniu sądowym. 10 listopada 1939 rozstrzelany w lesie pod Zajezierzem, gmina Gniewkowo, łącznie z 500 innymi więźniami (Polakami i Żydami). Ciała zamordowanych spalono na drewnianym stosie oblanym łatwopalną cieczą.

## Ordery i odznaczenia
- Medal Niepodległości (20 lipca 1932)[6]
- Medal Dziesięciolecia Odzyskanej Niepodległości[1][2]